# Emery Roth

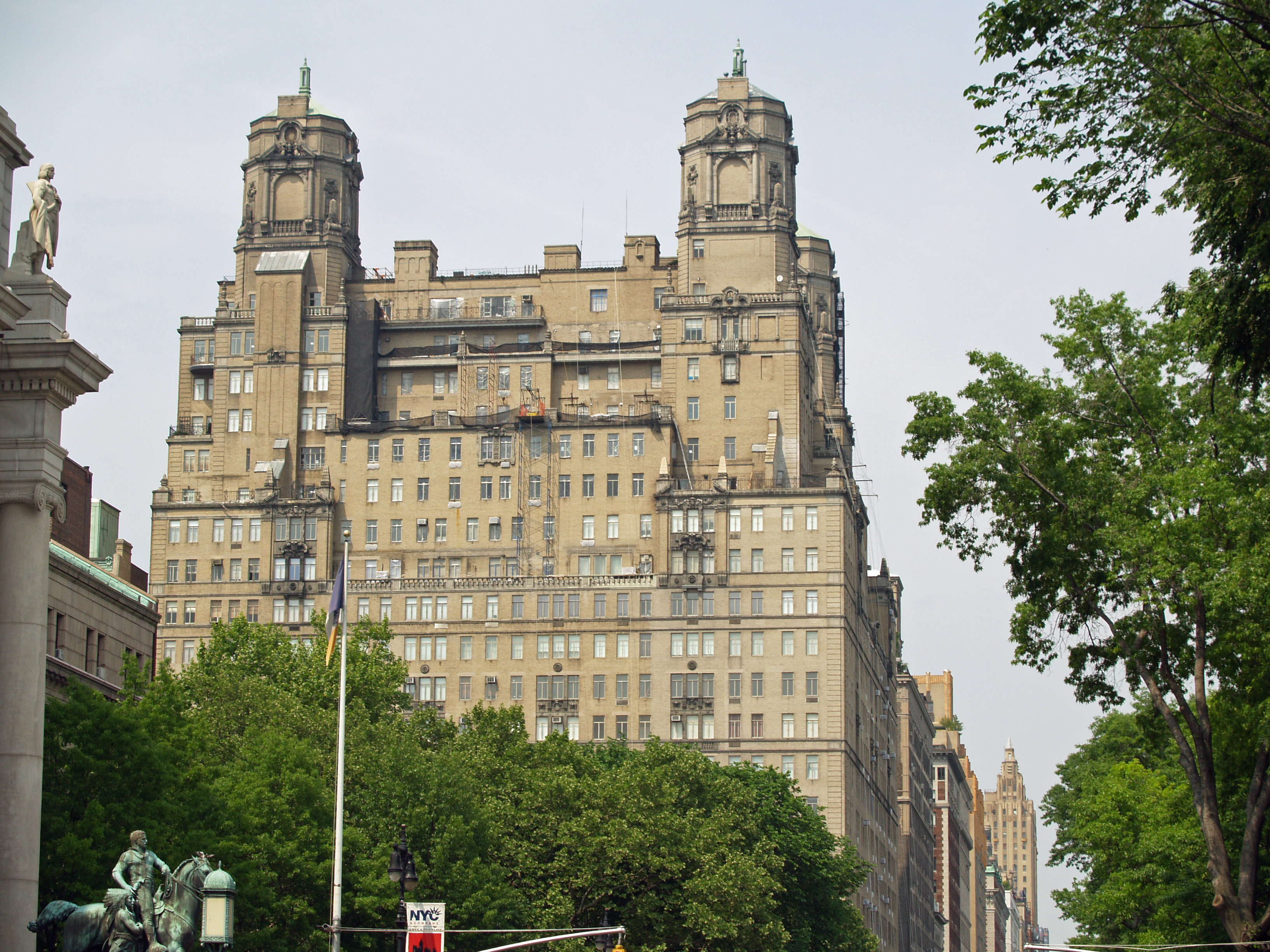
The Beresford, 1929 von Emery Roth am Central Park in Manhattan, New York entworfen

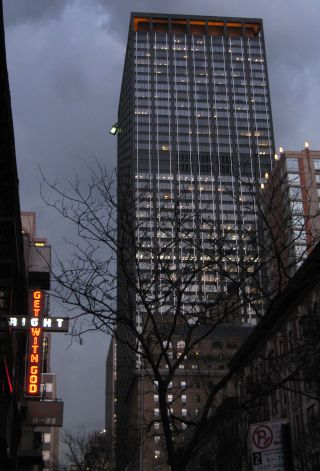
Paramount Plaza, ein Beispiel des Werkverzeichnisses aus dem Jahr 1970

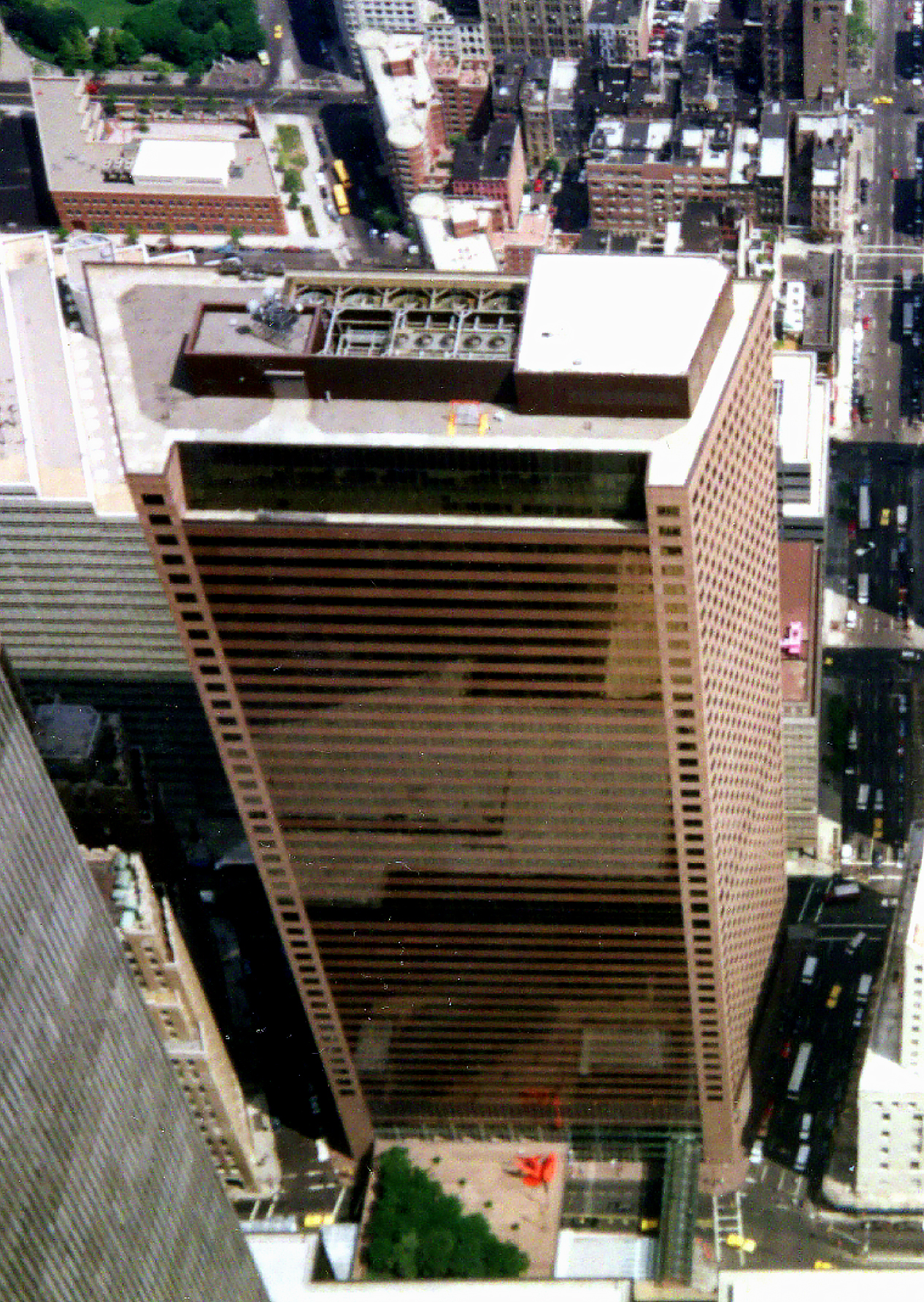
World Trade Center 7, 1987 erbaut und von Emery Roth & Sohns entworfen

Emery Roth (* 1871 in Sečovce, Österreich-Ungarn, heute Slowakei, als Róth Imre; † 20. August 1948) war ein amerikanischer Architekt, der vor allem in den zwanziger und dreißiger Jahren zahlreiche Appartementgebäude in New York entwarf. Unter seinen Söhnen wurde die Firma unter dem Namen Emery Roth & Sons weitergeführt und entwickelte sich in den fünfziger bis achtziger Jahren zu einem der einflussreichsten amerikanischen Architekturbüros.

## Biographie
Roth wurde in eine ungarische jüdische Familie geboren. Im Alter von 13 Jahren wanderte er in die Vereinigten Staaten aus, nachdem seine Familie aufgrund des Todes seines Vaters verarmte. Seine architektonische Ausbildung begann er in Chicago als Zeichner im Büro von Burnham & Root. Dort traf er auch den Architekten Richard Morris Hunt, der von seinen Qualitäten beeindruckt war und ihn einlud, in seinem Büro in New York für ihn zu arbeiten. Nach dem frühen Tod von Hunt im Jahr 1895 ging Roth in das Büro von Ogden Codman, Jr., einem Designer und Dekorateur, der zu jener Zeit für zahlungskräftige Kunden aus Newport arbeitete. Jedoch bereits drei Jahre später machte Roth sich mit einer eigenen Firma in New York selbstständig. In der Zwischenkriegszeit lieferte das Büro von Emery Roth einige der bemerkenswertesten Beispiele für Apartmenthäuser in dem damals populären Beaux-Arts-Stil ab, insbesondere in Manhattan. 1938 nahm Roth seine Söhne Julian und Richard als Partner in sein Büro auf.

## Emery Roth & Sons
1947, ein Jahr vor seinem Tod, änderte Roth den Namen seines Büros in Emery Roth & Sons. Nach seinem Tod übernahm Richard Roth die Geschäftsführung. Unter seiner Leitung vergrößerte sich das Büro erheblich, wobei der Schwerpunkt der Tätigkeit nun auf der Konstruktion von Bürogebäuden lag. In den 50er und 60er Jahren zeichnete Emery Roth & Sons für Dutzende von Bürohochhäusern verantwortlich, die dem veränderten Zeitgeist entsprechend ab ca. 1955 vor allem unter Verwendung von Glasfassaden errichtet wurden. Seit den 60er Jahren engagierte sich die Firma außerdem als ausführende Architekten bei der Planung und dem Bau von Großprojekten, wie z. B. dem Pan Am Building und dem World Trade Center, beide in New York.
1996 beendete die Firma ihre Geschäftstätigkeit nach fast 100 Jahren, offensichtlich aufgrund finanzieller Probleme.